# الطريقة النمساوية الجديدة للأنفاق (ناتم)

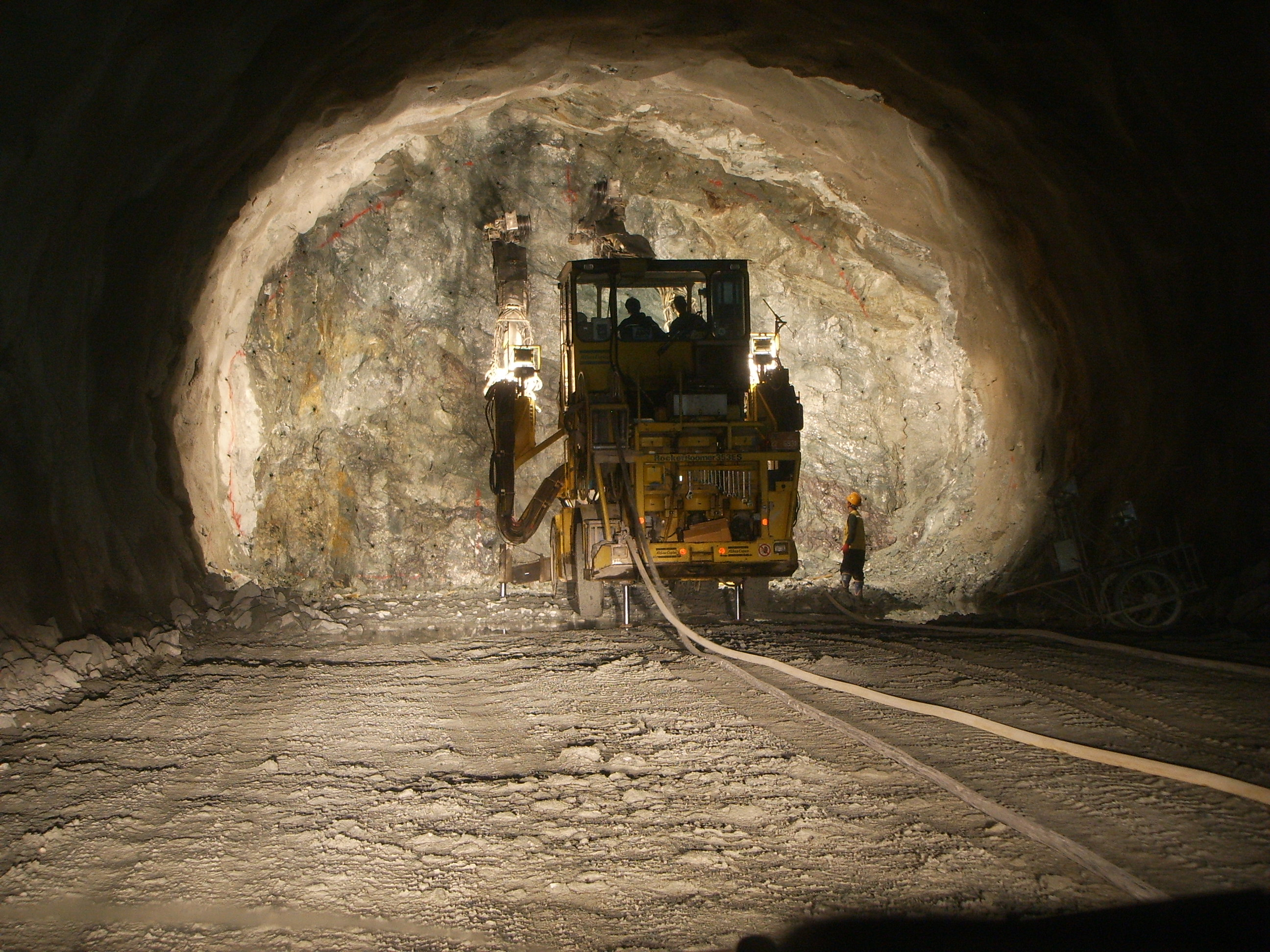

الطريقة النمساوية الجديدة للأنفاق (NATM) ، والمعروفة أيضًا باسم طريقة الحفر المتسلسل ( SEM ) أو طريقة بطانة الخرسانة الملموسة  ( SCL ) ، هي طريقة لتصميم وبناء الأنفاق الحديثة. اكتسبت هذه التقنية اهتمامًا لأول مرة في الستينيات بناءً على أعمال لاديسلاوس فون رابشفيتش وليوبولد مولر وفرانز باشر بين عامي 1957 و 1965 في النمسا. كان الغرض من اسم (ناتم أوNATM) هو تمييزه عن نهج الأنفاق النمساوي القديم. الفرق الأساسي بين هذه الطريقة الجديدة للنفق ، على عكس الطرق السابقة ، يأتي من المزايا الاقتصادية المتاحة من خلال الاستفادة من القوة الجيولوجية الكامنة المتوفرة في الكتلة الصخرية المحيطة لتحقيق الاستقرار في النفق.
يُعتقد بشكل عام أن NATM / SEM ساعدت في إحداث ثورة في صناعة الأنفاق الحديثة. استخدمت العديد من الأنفاق الحديثة تقنية الحفر هذه.
تعتبر الأعمال التي تم بناؤها باستخدام طريقة التنقيب المتسلسل (ناتم) جذابة للغاية من الناحية الاقتصادية ومعقولة في الظروف الكارستية.

## الخصائص الميزة
الملامح الرئيسية لفلسفة تصميم NATM هي:
- يتم تقوية الأرض حول النفق عمداً إلى أقصى حد ممكن.
- يتم تحقيق تقوية الأرض من خلال السماح بتشوه الأرض المتحكم فيه.
- يتم تثبيت الدعم الأساسي الأولي بخصائص تشوه التحميل المناسبة لظروف الأرض ، ويتم توقيت التثبيت فيما يتعلق بالتشوهات الأرضية.
- يتم تثبيت أجهزة لمراقبة التشوهات في نظام التدعيم الأولي ، وكذلك لتشكيل الأساس لتغيير تصميم الدعم الأولي وتسلسل الحفريات .

عندما ينظر إلى ناتم (NATM) كطريقة للبناء ، فإن الميزات الرئيسية هي:
- يتم حفر النفق ودعمه بشكل متسلسل ، ويمكن تغيير تسلسل الحفر لمعالجة ظروف الصخور المحددة التي تواجهها بكفاءة.
- يتم توفير التدعيم الأرضي الأولي بواسطة الخرسانة المقذوفة بالاقتران مع تقوية نسيج الألياف أو الأسلاك الملحومة ، والأقواس الفولاذية (عادة ما تكون عوارض شعرية) ، وفي بعض الأحيان التعزيز الأرضي (مثل مسامير التربة والنسج ).
- عادة ما يكون الدعم الدائم عبارة عن بطانة خرسانية مسبوكة موضوعة فوق غشاء عازل للماء.
- يوجد إغلاق سريع للانعكاس ، أي الجزء السفلي من النفق ، لإنشاء حلقة هيكلية تستفيد من قوس الصخور أو التربة الذي تم إنشاؤه بشكل طبيعي في الجزء العلوي من قسم النفق.

## السلامة
أدى انهيار نفق مطار هيثرو عام 1994 إلى تساؤلات حول سلامة طريقة ناتم. ومع ذلك ، ألقت التجارب اللاحقة باللوم في الانهيار على سوء التصنيع والعيوب في إدارة البناء ، وليس على طريقة ناتم.